# Grupa dyskretna
Grupa dyskretna – grupa topologiczna z topologią dyskretną.